# Château d'Aujargues
Le château d'Aujargues est un château d’époque médiévale situé sur le territoire de la commune d'Aujargues près de Sommières dans le département français du Gard en région Occitanie.
Le château est inscrit comme monument historique depuis le 3 juillet 2014.

## Architecture

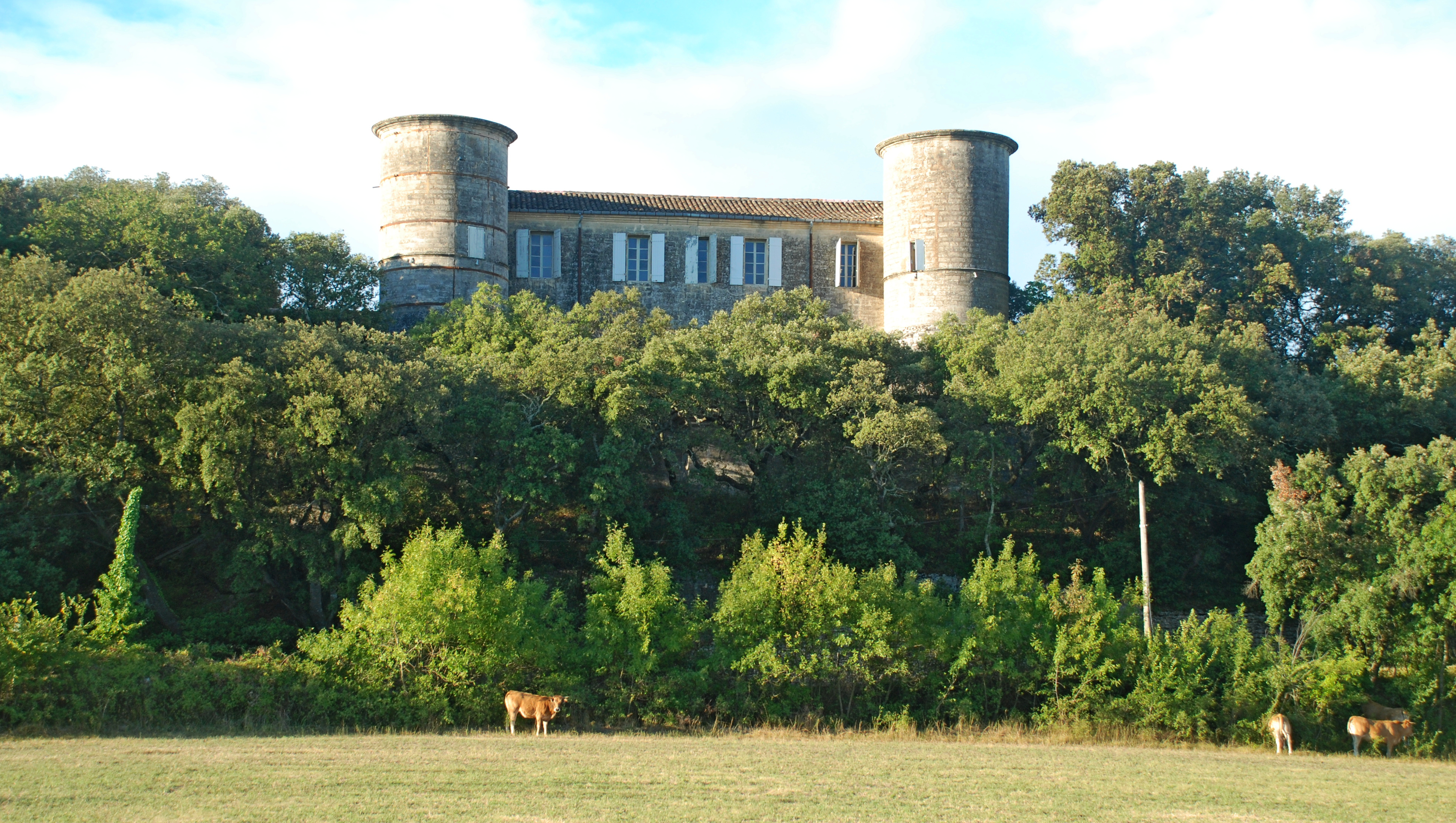
Vue depuis le nord.
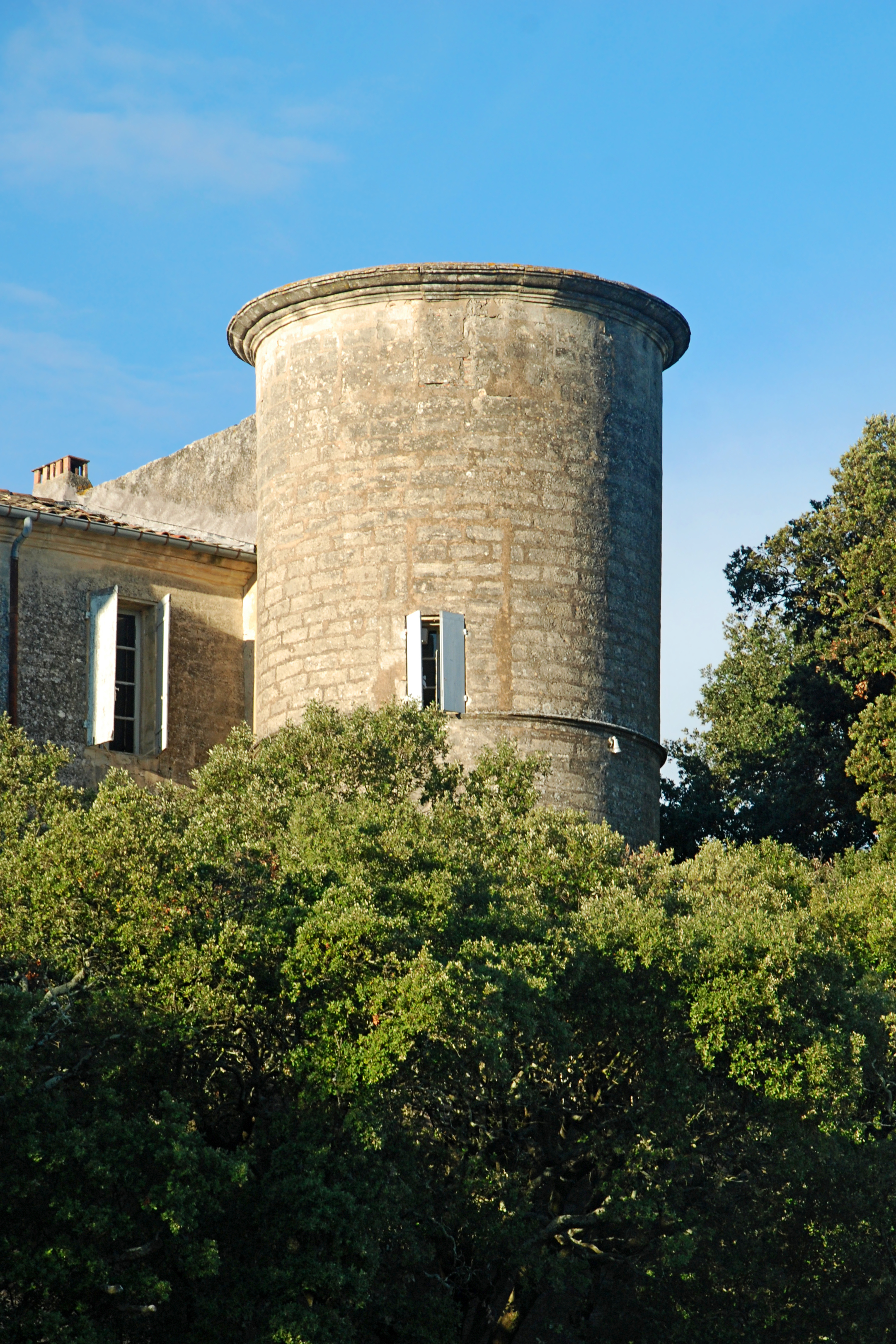
La tour nord-ouest.